# Oberhoffen-lès-Wissembourg
Oberhoffen-lès-Wissembourg (Duits: Oberhofen bei Weißenburg im Elsass)  is een gemeente in het Franse departement Bas-Rhin (regio Grand Est) en telt 279 inwoners (1999). De plaats maakt deel uit van het arrondissement Haguenau-Wissembourg.

## Geografie
De oppervlakte van Oberhoffen-lès-Wissembourg bedraagt 3,0 km², de bevolkingsdichtheid is 93,0 inwoners per km².
De onderstaande kaart toont de ligging van Oberhoffen-lès-Wissembourg met de belangrijkste infrastructuur en aangrenzende gemeenten.

## Demografie
Onderstaande figuur toont het verloop van het inwonertal (bron: INSEE-tellingen).